# 江山路街道
江山路街道，是中华人民共和国河南省郑州市惠济区下辖的一个乡镇级行政单位。

## 行政区划
江山路街道下辖以下地区：
荣苑社区、瑞苑社区、祥苑社区、下坡杨村、杜庄村、双桥村、苏屯村、薛岗村和师家河村。

## 交通
- 京广铁路：南阳寨站

## 事件
2016年5月10日，由於本街道的薛崗村發生徵地糾紛，有村物直接到街道辦砍殺副主任陳山及另外三名辦事處人員。砍杀的另外三人不是办事处人员，是在村中收废品的人员